# 命名祝日
『命名祝日』（めいめいしゅくじつ、Zur Namensfeier）作品115は、ルートヴィヒ・ヴァン・ベートーヴェンが1815年に完成させた管弦楽のための演奏会用序曲。同年のクリスマスに初演され、芸術のパトロンとして知られるアントニ・ヘンリク・ラジヴィウへと献呈された。

## 概要
表題はアッシジのフランチェスコの記念日でありオーストリア皇帝フランツ1世の聖名祝日である10月4日のことを指している。ベートーヴェンは1814年の同日に向けて本作を完成させようと試みたが間に合わせることができず、作業を翌年の春まで中断することにした。冒頭の主題は9年後に彼が交響曲第9番でフリードリヒ・フォン・シラーの『歓喜の歌』に付した旋律と関係している。
作品番号は大きな数字であるが、作曲時期はベートーヴェンの中期にあたる。素材は彼が1810年から1814年にかけて書き留めていた着想を用いている。ベートーヴェンの後期が始まるのは1816年からであるとされることが多い。
本作は今日では演奏機会に恵まれない。

## 演奏時間
約7分

## 楽器編成
フルート2、オーボエ2、クラリネット2、ファゴット2、ホルン2、トランペット2、ティンパニ、弦五部

## 楽曲構成
2/2拍子、ハ長調でマエストーソの序奏に開始する（譜例1）。
譜例1
アレグロ・アッサイ・ヴィヴァーチェ、6/8拍子に転じると、ソナタ形式の主部に入る 。譜例2の第1主題がファゴットで軽快に奏でられ、間もなくクレッシェンドするとトゥッティで繰り返される。
譜例2
簡単な推移を経て第2主題がト長調で弦楽器に出され、すぐさまフルートが呼応する（譜例3）。
譜例3
展開部は規模の大きなものではなく、続く再現部は管弦楽法や旋律に若干の変更を加えながらも型通りに進行する。両主題をハ長調で再現すると祝祭的なコーダによって華やかに曲を結ぶ。